# Petersburg Borough
Petersburg Borough ist ein Borough (Verwaltungsbezirk) im Bundesstaat Alaska in den Vereinigten Staaten. Borough Seat (Verwaltungssitz) ist Petersburg. Das U.S. Census Bureau hatte bei der Volkszählung 2020 eine Einwohnerzahl von 3398 ermittelt.

## Geografie
Der Petersburg Borough liegt zentral im Alaska Panhandle etwa 100 km südlich von Juneau, der Hauptstadt Alaskas. Der Borough hat eine Gesamtfläche von 9920 Quadratkilometern, wovon 2350 Quadratkilometer auf Wasserflächen entfallen. Ein Teil der Verwaltungsfläche liegt auf dem Festland. Weiterhin gehört der östliche Teil von Kupreanof Island sowie die größeren Inseln Mitkof Island, Woewodski Island und Ruth Island zum Petersburg Borough.

## Geschichte
Der Petersburg Borough wurde am 3. Januar 2013 gegründet. Er wurde aus Teilen der Hoonah-Angoon Census Area und der vormaligen Petersburg Census Area gebildet.

## Städte und Orte
Im Petersburg Borough befindet sich eine City (Gemeinde) sowie 2 Census-designated places (gemeindefreie Gebiete) (Stand 2020).

### Cities
- Kupreanof

### Census-designated places (CDPs)
- Hobart Bay
- Petersburg